# Janusz Sałach
Janusz Sałach (nascido em 9 de janeiro de 1957) é um ex-ciclista polonês. Competiu representando seu país, Polônia, nos Jogos Olímpicos de Verão de 1980 em Moscou.